# Gyászbagoly
A gyászbagoly (Mormo maura)  a rovarok (Insecta) osztályának a lepkék (Lepidoptera) rendjéhez, ezen belül a bagolylepkefélék (Noctuidae) családjához tartozó faj.

## Elterjedése
Elsősorban víz közelében, azaz a folyóvölgyek, és a folyók, tavak partján. Észak-Németországban hiányzik, vagy nagyon ritka.

## Megjelenése
A lepke szárnyfesztávolsága 55–65 mm, az első szárnyak színe sötétbarna. A hátsó szárnyak sötétszürkék, széles fekete szegélycsíkkal.
A hernyója barna színű.

## Életmódja
- nemzedék: egynemzedékes faj, július- augusztusban rajzik. Hazánkban nappal barlangokban, vagy a leszakadó partfalakat fedő növényzet alatt találjuk, ahol a tömegesen megbújó példányok zsindelyszerűen borítják a felszínt.[halott link]
- hernyók tápnövényei: pitypang és a sóska, majd a víz közelében  a fák az éger és a fűz.

## Fordítás
- Ez a szócikk részben vagy egészben  a   Schwarzes Ordensband című német Wikipédia-szócikk fordításán alapul.  Az eredeti cikk szerkesztőit annak laptörténete sorolja fel. Ez a jelzés csupán a megfogalmazás eredetét és a szerzői jogokat jelzi, nem szolgál a cikkben szereplő információk forrásmegjelöléseként.